# Przeziernikowate
Przeziernikowate (Sesiidae syn. Aegeriidae) – rodzina motyli obejmująca około 1000 gatunków. 
Skrzydła przezroczyste, ciało zwykle z żółtymi paskami, często jaskrawymi. Z wyglądu są podobne do os i potrafią naśladować wydawane przez nie w czasie lotu odgłosy. Gąsienice niektórych gatunków są szkodnikami roślin uprawnych.
W Polsce występuje 31 gatunków, niektóre z nich to:
- przeziernik jabłoniowiec (Sesia myopaeformis)
- przeziernik olchowiec (Synanthedon spheciformis)
- przeziernik osowiec (Sesia apiformis)
- przeziernik porzeczkowiec (Synanthedon tipuliformis)
- przeziernik topolowiec (Paranthrene tabaniformis)